# Gran Saber
El libro Gran Saber (en chino tradicional, 大學; en chino simplificado, 大学; pinyin, Dà Xué, a veces "Gran Ciencia", "Gran Aprendizaje" o "Gran Estudio") es un libro editado por Zengzi, uno de los discípulos de Confucio. Es uno de los Cuatro Libros del confucianismo que desde el siglo XII al año 1905 compousieron el núcleo del temario del examen imperial chino. Los Cuatro Libros fueron seleccionados por el neoconfuciano Zhu Xi durante la dinastía Song como una introducción fundamental para el confucianismo. Su comentario del libro brindó un apoyo adicional a los ideales confucianos.
El Gran Saber se ha convertido en un capítulo del Clásico de los Ritos, también conocido como el Li Chi o Li Ji, que es uno de los Cinco Clásicos.
El Gran Saber consiste en un sucinto texto principal atribuidos a Confucio y transcritos por Zengzi, más diez capítulos de comentarios de Zengzi. La esencia del libro fue de Confucio, aunque el texto fue escrito después de su muerte. Los análisis literarios han sugerido que el texto se remonta a la dinastía Song.

## Texto principal
El Gran Saber o Gran Enseñanza consta de dos partes, la primera es el texto atribuido a Confucio, y la siguiente son los pensamientos de Cheng Zi con el fin de complementar o entender el pensamiento de su maestro. Aquí transcribimos el texto principal (la primera parte) del Gran Saber, en la traducción de Joaquín Pérez Arroyo:
"El Camino de la Gran Enseñanza consiste en abrillantar la luminosa virtud, renovar a los hombres y alcanzar la más alta excelencia.
Conociendo a dónde se debe tender, se determinará el objeto que alcanzar. Habiéndolo determinado se puede conseguir la tranquilidad; tras la tranquilidad se puede obtener la paz y, obtenida ésta, la deliberación es posible. La deliberación es seguida por la consecución del objeto que alcanzar.
Las cosas tienen una parte principal y otra accesoria; los asuntos tienen un fin y un principio. Sabiendo lo que está antes y lo que está después se está cerca del Camino. Los antiguos que querían ilustrar la luminosa virtud en el mundo ponían primero en orden su reino; para poner en orden su reino regulaban antes su propia casa; para regular su casa se perfeccionaban antes ellos mismos, para perfeccionarse ellos mismos rectificaban primero su corazón; para rectificar su corazón hacían previamente sinceros sus pensamientos; para hacer sinceros sus pensamientos alcanzaban antes el máximo conocimiento.El máximo conocimiento reside en la investigación de las cosas.
Investigadas las cosas alcanzaban el más alto conocimiento, con lo que tenían un pensamiento sincero. Al tener un pensamiento sincero rectificaban el corazón. Con el corazón recto llevaban a cabo el cultivo de sí mismos. Una vez que se habían cultivado a sí mismos regulaban su propia casa. Regulada la casa podían gobernar su reino. Con el reino bien gobernado la paz reinaba en el mundo.
Desde el emperador hasta el último vasallo, todos deben tener el cultivo de sí mismos como fundamento, puesto que si lo principal está en desorden , lo que en ello se apoya no puede estar ordenado. Trivializar lo importante y hacer de lo importante algo trivial es absurdo."

## Enseñanzas principales
- Lograr un estado de equilibrio y perfeccionar nuestra propia moralidad para que sea un reflejo del Tao (Camino).
- Amplio descanso y reflexión para lograr la paz mental. Cuando uno está calmado y reflexivo, el camino le será revelado.
- Establecer prioridades y saber que es importante en nuestra búsqueda del perfeccionamiento moral, ya que permite centrarse en lo que es de mayor importancia y lo que está en consonancia con el camino indicado en las enseñanzas de Confucio.
- Hay que traer nuestros asuntos y relaciones en el orden y la armonía. Si uno espera alcanzar el orden en el estado, primero debe traer su propia familia y vida personal en orden a través ser autodidacta y de la expansión de nuestros conocimientos y la "investigación de las cosas."
- Cada persona es capaz de aprender y de ser autodidacta, independientemente de su estatus social, económico o político. Esto, a su vez, significa que el éxito en el saber es el resultado del esfuerzo del individuo frente a la incapacidad para aprender.
- Uno debe considerar la educación como un sistema complejo e interrelacionado, donde debe luchar por el equilibrio. Ningún aspecto del saber está aislado del resto y el fracaso en un solo aspecto de nuestro aprendizaje conducirá al fracaso del aprendizaje en su conjunto.

## Escritura e influencia
Confucio, quien incorporó ideas de filósofos anteriores, compilo o editó el Clásico de los Rituales, los Cinco Clásicos y los Anales de primavera y otoño. El alumno de Confucio, el maestro Zeng Zi escribió la introducción y exposición del Gran Saber. Zeng Zi vivió de 505 a 436. Confucio enseñó a 3000 alumnos de los que 72 fueron maestros de las seis artes. No está claro cuánto recogieron y editaron sus estudiantes. El Libro de Ritos incluye todas las artes confucianas, incluyendo el Libro de la Música, Libro de la Historia, Libro de la Poesía, Libro de los cambios y los Anales de Primaveras y Otoños.